# Илия Щъркалев
Илия Ангелов Щърка̀лев е виден български лекар, учен, акушер-гинеколог.

## Биография
Илия Щъркалев е роден в 1909 година в зъхненското село Скрижово, Османската империя, днес Скопия, Гърция. Завършва медицина в Мюнхен през 1937 година и специализира в „Майчин дом“ - първата акушеро-гинекологична клиника в България, от 1939 до 1942 г. Преподава във Висшия медицински институт в София от 1942 година като асистент, от 1955 година е доцент, а в 1959 година става професор и оглавява катедрата по акушерство и гинекология, която ръководи до 1976 година.